# Долбилин, Иван Митрофанович
Иван Митрофанович Долбилин (род. 17 апреля 1949 год) — советский самбист и дзюдоист, мастер спорта СССР по дзюдо и самбо, заслуженный тренер России.

## Биография
Иван Митрофанович родился 17 апреля 1949 года в селе Московское,  Новоусманский район, Воронежская область. Окончил Воронежский государственный технический университет и Воронежский государственный педагогический университет.
Тренерской деятельностью начал заниматься с 1968 года в Воронежском отделении общества "Динамо". В 1973 году, после создания Федерации дзюдо СССР, переходит на дзюдо и начинает не только тренировать, но и выступать в этом виде спорта. Является основоположником воронежской школы дзюдо. За свою спортивную карьеру он выиграл множество соревнований всесоюзного масштаба, в том числе становился неоднократным чемпионом МВД СССР. В тренерской деятельности Иван Митрофанович тоже преуспел. Уже в 1974 году среди его учеников появляются первые мастера спорта СССР.
В 2004 году Иван Митрофанович решает расширить свою тренерскую деятельность и начинает преподавать помимо дзюдо ещё и джиу-джитсу. И в этом виде единоборства ученики Долбилина начали показывать хорошие результаты, выигрывая чемпионаты России, Европы и мира.
За свою тренерскую карьеру Иван Митрофанович подготовил больше 200 мастеров спорта по дзюдо, джиу-джитсу и самбо. Его ученики входили в состав сборной страны по этим видам единоборств, а один из них, Дмитрий Бешенец, в 2018 году стал шестикратным чемпионом мира по джиу-джитсу.